# Ruth Quarshie
Ruth Quarshie, est une femme mannequin d'origine ghanéenne. Lauréate  du concours de beauté Miss Univers du Ghana 2017, elle représente son pays au concours de Miss Univers, à la même année, aux États-Unis.  

## Biographie

### Carrière
La ghanéenne Ruth Quarshie, a gravi les échelons du mannequinat en remportant le titre de Miss Univers Ghana en 2017. Sa participation à la compétition internationale Miss Univers la même année l'a propulsée sur la scène mondiale, où elle s'est classée parmi les 16 finalistes,,,,,,.

### Éducation
Elle est diplômée de l'University of Ghana Business School,,,,.